# ストレーザ-モッタローネ鉄道1形電車

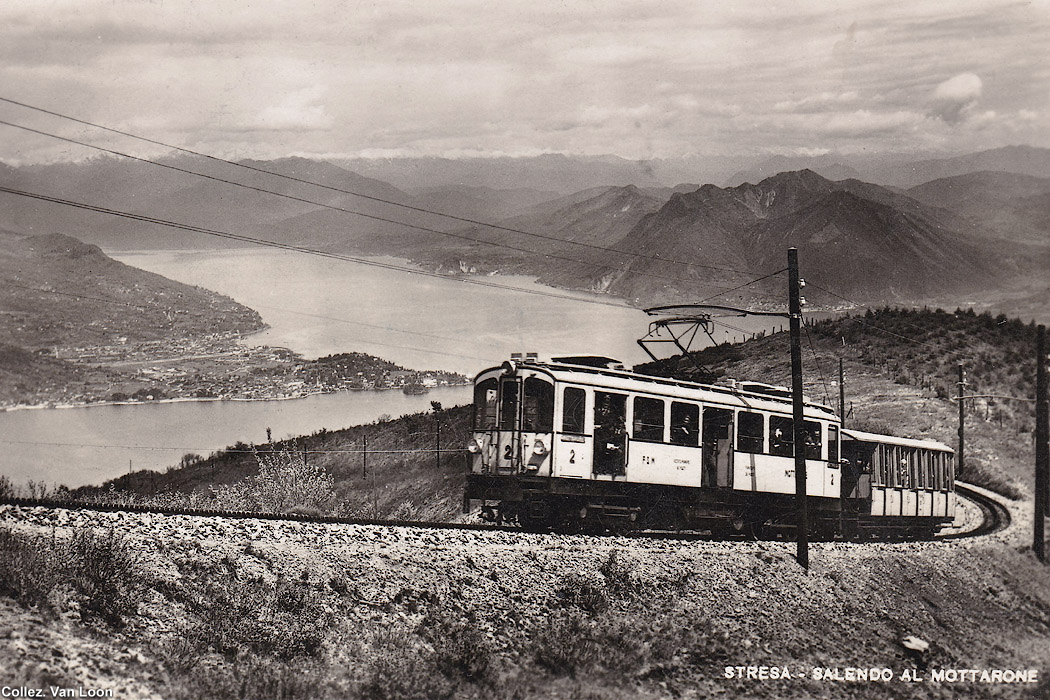
ストレーザ-モッタローネ鉄道の1形2号機、背景の湖はマッジョーレ湖

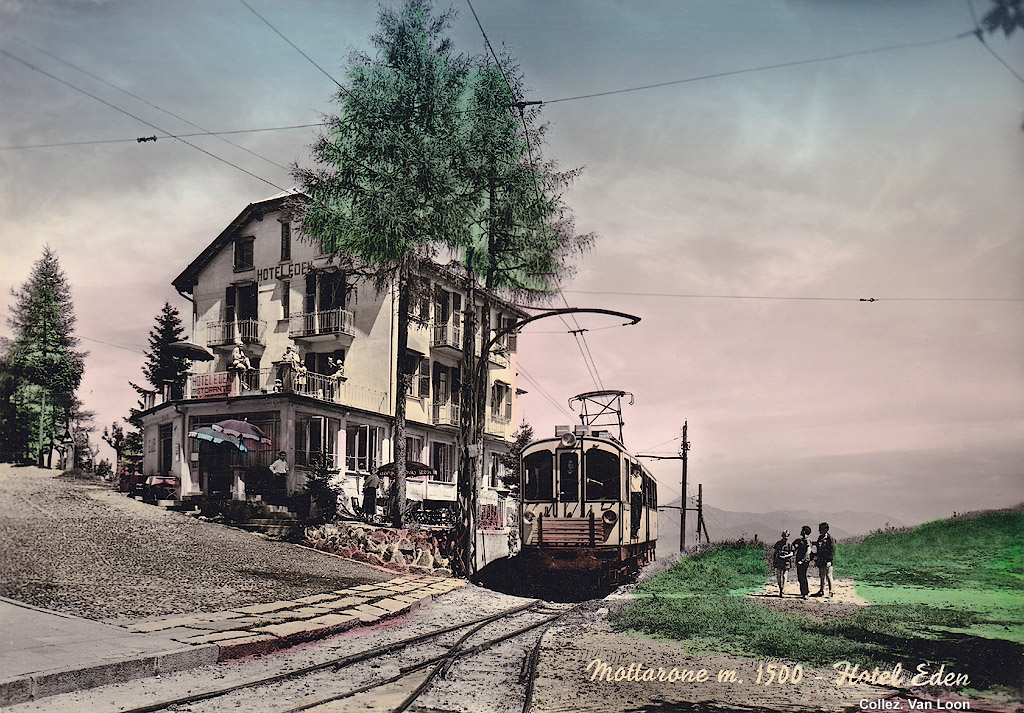
ストレーザ-モッタローネ鉄道の1形4号機、モッタローネ駅付近

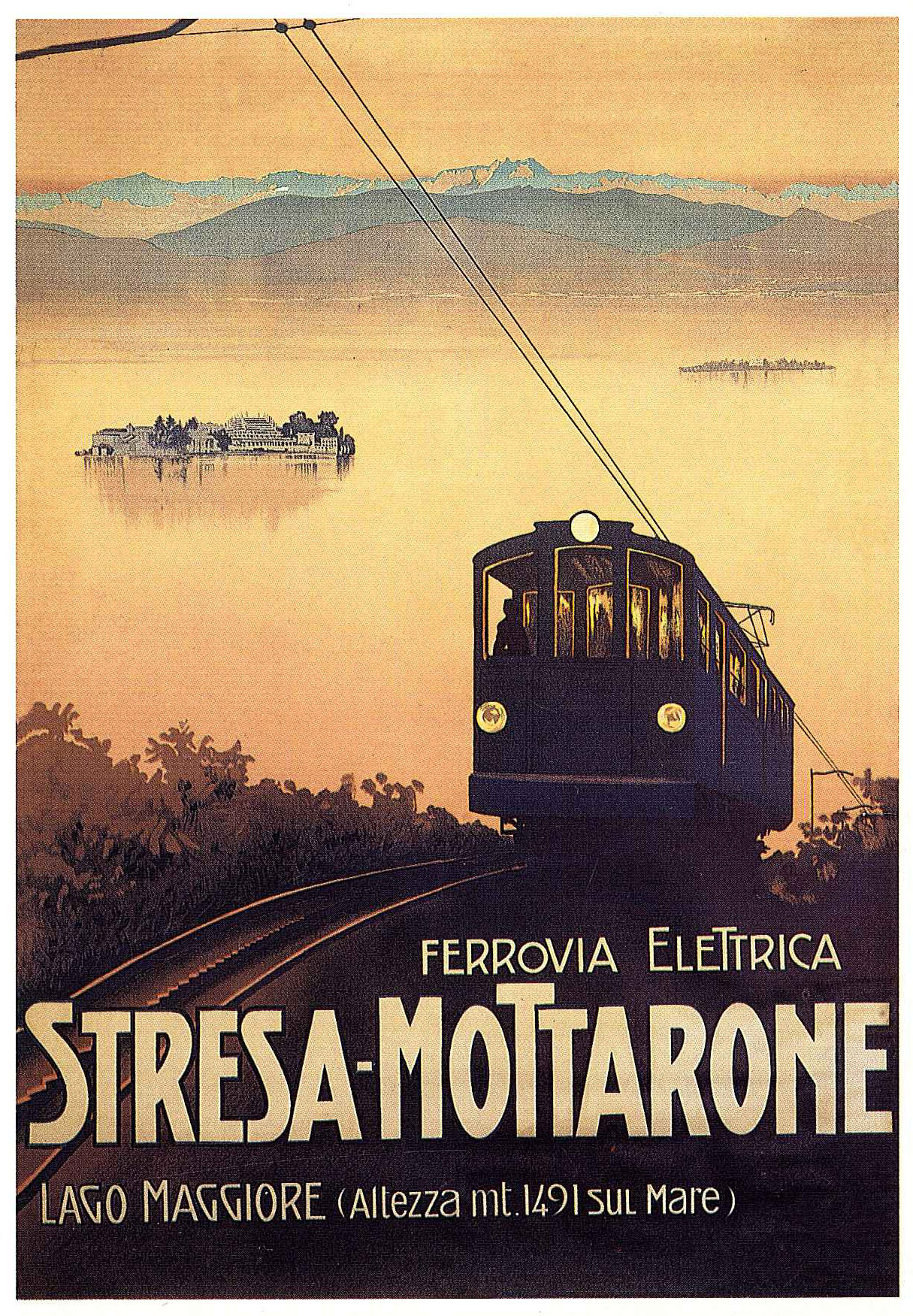
ストレーザ-モッタローネ鉄道のポスター

ストレーザ-モッタローネ鉄道1形電車(ストレーザ-モッタローネてつどう1がたでんしゃ)は、イタリア北部の私鉄であったストレーザ-モッタローネ鉄道（Ferrovia Stresa-Mottarone (FSM)）で使用されていた山岳鉄道用ラック式電車である。

## 概要
1860-80年代頃よりスイスを始めとする欧州各国で運行が開始されたラック式の登山鉄道・山岳鉄道は、イタリアにおいても1886年のナポリ市内線のミュージアム-トッレッタ線や1892年のサンテッレロ-サルティーノ鉄道以降、1935年のサッシ・スペルガ登山鉄道までの間に15の路線が開業しており、いずれも主にスイス製の機材によって運行されていた。なかでも1890-1900年代以降には電化されての開業が多くなり、スイスで1898年に開業したユングフラウ鉄道、ゴルナーグラート鉄道、シュタンスシュタート-エンゲルベルク鉄道以降、多くの鉄道で採用されていた2軸式のラック式専用もしくはラック式/粘着式併用の小型電気機関車が客車を押し上げる形態の列車での運行がイタリアにおいても主力となっていた。その後、1900年代になって電機品やラック式駆動装置の小型化が進んだ結果、ラック式の電車が製造されるようになっており、イタリアでもジェノヴァのプリンチペ・グラナロロ鉄道で1901年に2軸のラック式専用電車である1形が導入されている。このような状況の中、1911年にイタリア/スイス国境にまたがるマッジョーレ湖畔のピエモンテ州ストレーザから標高1492mのモッタローネ山頂近くまでの間に開業したストレーザ-モッタローネ鉄道でも、開業に際して他の鉄道と同様にスイス製の機材を導入することとなり、その3年前の1908-09年に開業した、最急勾配135パーミルの山岳鉄道のモンテイ-シャンペリ-モルジャン鉄道が導入したBCFeh4/4 1...6形電車と同形の機体を1911年に導入しており、これが本項で述べるラック式電車1形の1-5号機となっている。
この機体は2軸ボギー台車を使用したラック式電車一部の路面電車などでは2軸もしくは3軸単車のラック式電車が導入されていたとしては欧州最初期の機体の一つで、イタリアでは最初のものであり、2軸ボギー台車の片側の車軸にラック式の駆動装置を、もう片側の車軸に粘着式の駆動装置を装荷しつつ、その駆動力をサイドロッドを通じて反対側の車軸へ伝達して1台車当たり粘着式の動軸2軸とラック式のピニオン1軸を駆動する比較的単純な構造の方式を採用していたことが特徴であった。なお、この方式は同時期の1905年にマルティニ・シャトラール鉄道のBCFeh4/4 1…15形で初めて実用化され、その後2000年代までの主力方式となった、1つの車軸にラック式と粘着式の駆動装置を両方組み込んで1基の電動機で駆動する、より近代的で複雑な方式の2軸ボギー台車が普及するまでの間にスイスのアルトシュテッテン-ガイス鉄道のCFeh3/3 1-3形（1911年製、片ボギー式）およびCeh4/4 4形（1914年製）でも採用されている。
本形式は1911年の開業に際して1-5号機の5機が揃えられており、ベースとなったモンテイ-シャンペリ-モルジャン鉄道BCFeh4/4 1...6形と同じく機械部分、台車をSLM、車体をSIG、電機部分、主電動機はAliothが担当して製造され、ラック区間では1時間定格出力250kW、粘着区間では同174kWを発揮し、最急勾配200パーミルの同鉄道において客車1両もしくは貨車を牽引可能なものであった。各機体の機番と製造年月日、製造所、機体名は下記のとおり。
- 1 - 1911年 - SLM/SIG/Alioth
- 2 - 1911年 - SLM/SIG/Alioth
- 3 - 1911年 - SLM/SIG/Alioth
- 4 - 1911年 - SLM/SIG/Alioth
- 5 - 1911年 - SLM/SIG/Alioth

## 仕様

### 車体
- 車体構造は木鉄合造で、台枠は溝形鋼などを組み、L字鋼のトラス棒を付けた鋼材リベット組立式で、その上に木製の車体骨組および屋根を載せて前面および側面外板は鋼板を木ねじ止めとしたものとし、屋根は屋根布張り、床および内装は木製としている。車体は両運転台式で、側面下部には裾絞りが付き、前後端部を左右に絞った形状としているほか、車体端部に小さいデッキを設置しているのが特徴である。また、窓下および窓枠、車体裾部に型帯が入るほか、窓類は下部左右隅部R無、上部左右隅部はR付きの形態となっている。
- 正面は平面構成の3面折妻形態で、中央の貫通扉の左右に正面窓があり、正面窓の上方を上部まで延長して屋根カーブと合わせた形状とした形態[19]とし貫通扉上部と正面窓下部左右に外付式の丸形前照灯が配置されるスタイルである。連結器はねじ式連結器でバッファは設置されずに台枠端にバンパーのみが設置され、フックは台車取付となっている。運転室は長さ1350mmの広いもので、運転室左側に粘着駆動装置用主電動機用およびラック駆動装置用主電動機用の2基の大形マスターコントローラーが、右側にブレーキハンドルおよび手ブレーキハンドルが設置され、運転士は状況に応じてデッキ内を移動しながら運転を行う。
- 車体内は山麓側から山頂側にかけて運転室、長さ4500mmの客室（喫煙）、1400mmの乗降デッキ、3000mmの客室（禁煙）、荷物室兼運転室の配列となっており、側面は窓扉配置13D2D1（運転室窓-客室窓-乗降デッキ（扉無し）-客室窓-荷物室扉-運転室窓）となっている。乗降デッキの側面には扉は設置されず、屋根のみでステップ2段、中央部に手摺、上部隅部に唐草模様の飾り付のオープンデッキとなっている。荷物室扉は片引戸でステップ2段付きとなっており、戸袋はなく荷物室内にそのまま引込まれる形態、客室および運転室窓は大型の下落とし窓となっている。また、屋根上は中央部に下枠交差式のパンタグラフが1基とヒューズ箱等、水雷型ベンチレーター2基などが設置されており、後年になって3群に分かれた主抵抗器が増設されている。
- 客室は2+2列の4人掛の固定式クロスシートをシートピッチ1500mmで各室それぞれ3ボックスおよび2ボックスの配置として座席定員は40名、座席は木製ニス塗りのベンチシートとなっている。室内は天井は白、側壁面は木製ニス塗り、荷棚は座席上に枕木方向に設置されている。また、荷物室内にも折畳式の補助座席が設置されている。
- 車体塗装は黄色をベースに車体型帯と窓枠を黒で縁取り、側面下部に「FSM」「MOTTARONE」の文字と機番などの表記がそれぞれ影付きの飾り文字で入り、側面下部の乗降扉横部に客室の喫煙・禁煙の別や座席定員、荷物室等の表記が入ったものとなっていた。なお、車体台枠、床下機器と台車は黒、屋根および屋根上機器はグレーである。

### 走行機器
- 制御方式は直接制御式抵抗制御で粘着動輪用2台とピニオン用の2台の計4台の直流直巻整流子電動機主電動機を制御するもので、粘着区間では粘着動輪用主電動機のみを直列および並列に接続して駆動、ラック区間では粘着動輪用の2台を直列に、ピニオン用の2台を並列に接続したものをさらに並列に接続して駆動する方式となっており、それぞれ別個のマスターコントローラーで制御される。
- 台車枠は鋼材リベット・ボルト組立式で、動軸2軸が軸距1800mmで配置され、山頂側動軸の外側に1段減速の吊掛式に粘着動輪用主電動機が装荷されて後位側の動軸へは台車枠外側のクランクとロッドで駆動力が伝達され、山麓側動軸の外側に2段減速の吊掛け式にラック用主電動機が装荷されて後位側動軸に滑合されたピニオンに駆動力が伝達される方式となっている。このため、台車は前後非対称の構造であり、車体と台車の配置も前後非対称となっている。なお、軸箱支持方式はペデスタル式で軸ばね、枕ばねともに重ね板ばね、心皿は球面心皿方式となっているほか、車両両端の車軸には空気式の砂撒き装置が設置され、砂箱は台車枠装荷となっている。動輪は直径885mmで10本スポークのスポーク車輪でクランクとカウンターウエイト付、山頂側の動輪軸には粘着動輪用駆動装置の大歯車が、山麓側の動軸には中央にラックレール1条のシュトループ式[20]用の有効径764mmのピニオンがフリーで回転できるようにはめ込まれており、このピニオンにはブレーキ用のドラムが併設されてい る。
- ブレーキ装置としては主制御装置による発電ブレーキと、空気ブレーキおよび手ブレーキを装備しており、空気ブレーキシリンダは車体床下装荷で粘着動輪用とピニオン用のものが装備され、基礎ブレーキ装置は粘着動輪の片押式踏面ブレーキとピニオン併設のブレーキドラム、ピニオン用主電動機端部のブレーキドラムに作用する。

### 主要諸元
- 軌間：1000mm
- 電気方式：DC750V架空線式
- 軸配置：B'zB'z
- 最大寸法：全長14000mm、車体幅2380mm、屋根高3450mm
- 軸距：1100+700=1800mm
- 台車中心間距離：7500mm
- 動輪径：885mm
- ピニオン有効径：764mm
- 自重：30.5t
- 定員：座席40名、折畳席4名、立席66名
- 荷重：3.5t
- 走行装置
  - 主電動機：直流直巻整流子電動機×4台（ラック区間、1時間定格出力：250kW、於8km/h）もしくは2台（粘着区間、1時間定格出力147kW、於17.5km/h）
  - 減速比：5.62（粘着動輪）、9.75（ピニオン）
  - 牽引力：107/27kN（ラック区間/粘着区間、定格、於8/17.5km/h（ラック区間/粘着区間））、147kN（最大）
  - 牽引トン数：10t（200パーミル）
- 最高速度：30km/h（粘着区間）、15km/h（ラック区間）
- ブレーキ装置：発電ブレーキ、空気ブレーキ、手ブレーキ

## 運行・廃車

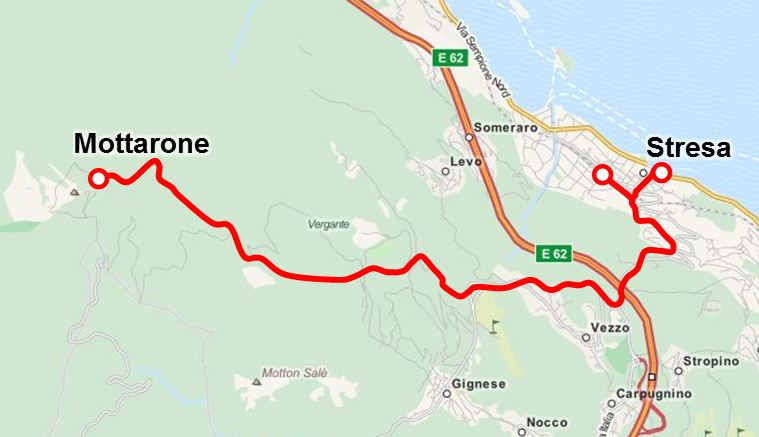
ストレーザ-モッタローネ鉄道の路線図

- ストレーザ-モッタローネ鉄道はマッジョーレ湖西岸の町であるストレーザとアルプス西部の山である標高1492ｍのモッタローネ山を結ぶ、全長10kmの観光路線であり、最急勾配は粘着区間55パーミル、シュトループ式のラック区間200パーミルで標高は197-1380ｍ、電化方式 DC750Vの観光路線であり、1880年代に蒸気機関車による運行で計画されていたものであるが、その後計画を改めて電気鉄道として建設されて1911年7月12日に開業したものである。路線はマッジョーレ湖畔のフェリー乗り場に隣接したストレーザ湖駅もしくは、イタリア国鉄のドモドッソラからミラノに至る路線のストレーザ駅に隣接した同鉄道のストレーザ駅（標高197m）から併用軌道でストレーザ市内を抜けて山岳路線へ移り、途中ヴェダスコ・ビンダ、ヴェッツォ、ジニェーゼ・レヴォ、アルピーノ、ボロメの途中5駅を経由してモッタローネ山頂付近、標高1380mのモッタローネに至っており、1946年にはマッジョーレ湖駅が若干内陸側に移転をしている。終点のモッタローネ付近には1884年に開業し、1909年からは通年営業を開始したグランドホテル・モッタローネをはじめとした高級ホテルが何件か営業をしており、マッジョーレ湖を望む夏季の避暑地としてだけでなく、スキーをはじめとするウィンタースポーツの拠点として、特に1906年のシンプロントンネルの開業による、ストレーザまでの交通アクセスの向上を契機として発展していった。
- 開業にあたっては本形式5機のほか、55人乗りのオープン/コンパートメント式2軸ボギー客車3両、無蓋貨車3両と有蓋貨車1両、ストレーザ湖 - ストレーザ間の市内運行用の小型電車1機が用意されていたほか、建設工事に使用された1910年SLM製の蒸気機関車1機が事業用として残されており、1920年にはスキー板運搬用の貨車3両が増備されている。本形式は同鉄道の全盛で単行もしくは客車/貨車1両を牽引して運行され、全線の所要時間は資料により異なるが約65-75分、開業時の運賃は9リラであったほか、後年になって前後のデッキ部に木枠のフェンスを設けて簡易的な荷台として運用されていた。
- その後、同鉄道は施設や機材の老朽化のため1963年5月13日に廃止されて一旦バスに転換された後、代替となるロープウェイが1970年に開業している。1-5号機はこの際に全機が廃車となっているが、1、2号機などの何機かの車体が近隣のバヴェーノにあるキャンプ場に設置されており、2013年においてもほぼ運行当時の塗装や表記のまま使用されているほか、台車がランコにある交通博物館で保管されている。

## 同形機

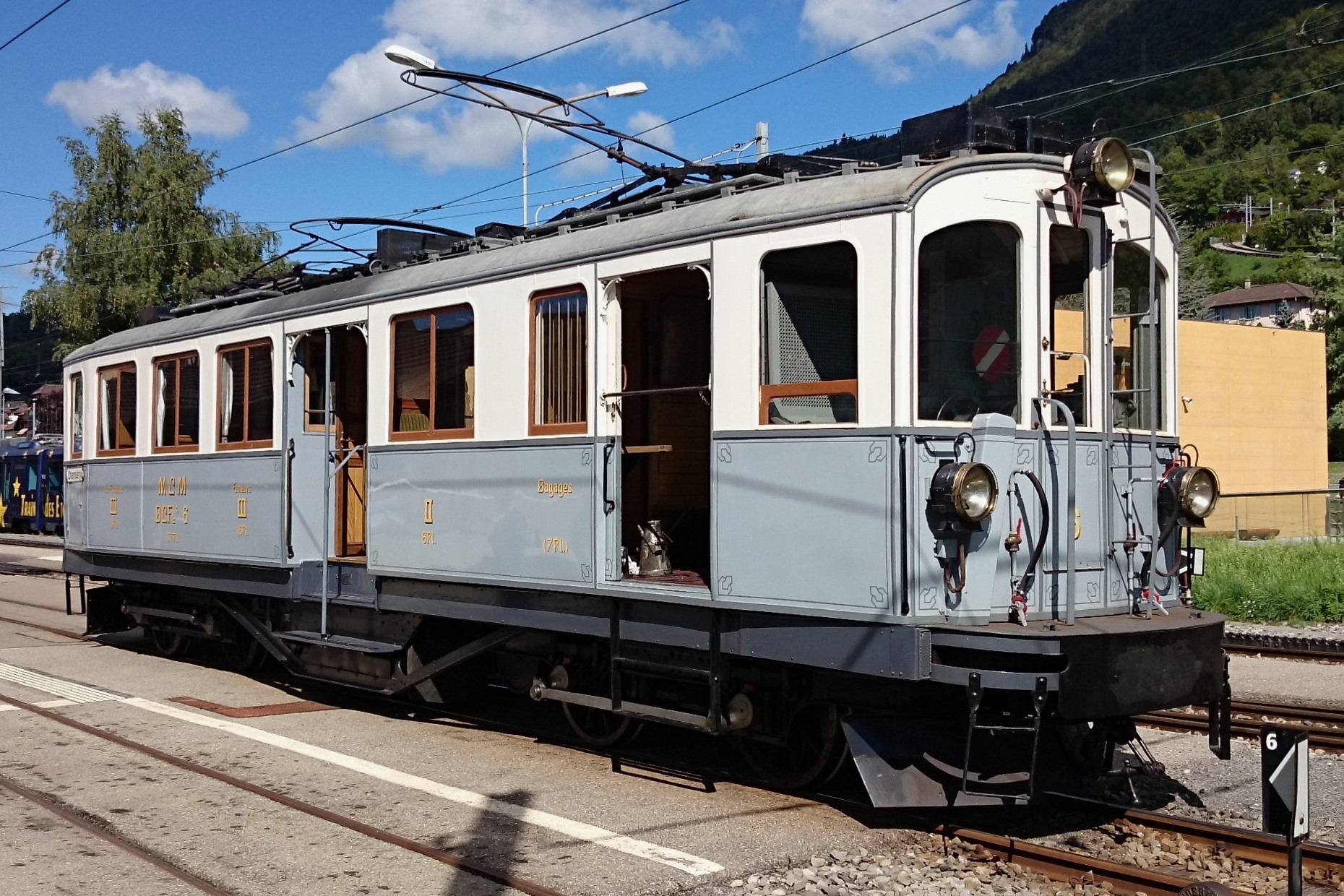
ブロネイ-シャンビィ博物館鉄道で動態保存されるBCFeh4/4 6号機、2015年

- ストレーザ-モッタローネ鉄道の1形のベースとなったモンテイ-シャンペリ-モルジャン鉄道のBCFeh4/4 1...6形は、ほぼ同形の機体であるが、主な差異は以下の通りとなっている。
  - 全長が13600mmと若干短く、車体幅が2500mmと若干広い（屋根高は同一）
  - 客室は2等および3等で構成され、座席定員は計30名で荷物室が若干広くなっている
  - 外観はほぼ同様のデザインながら前面、側面とも窓が若干小さく、側面窓はガラスが左右2分割となっている
  - 台車は一部寸法を除きほぼ同一
  - 集電装置がビューゲル（後にパンタグラフに換装）となっており、機器配置も異なる
- 本形式はモンテイ-シャンペリ-モルジャン鉄道の開業に際してまず1908年に1-3号機の3機が、開業後の1909年に若干の出力増強を図った6号機の計4機が導入されている。その後、1946年1月1日にモンテイ-シャンペリ-モルジャン鉄道とエーグル-オロン-モンテイ鉄道は合併してエーグル-オロン-モ ンテイ-シャンペリ鉄道となった際に、両鉄道の番号の重複する電車については旧エーグル-オロン-モンテイ鉄道の電車が改番され、BCFeh4/4 1...6形は現番号のまま車体塗装や標記類を変更して全線で運行された。その後BCFeh4/4 1-3号機は、1954年に導入されたBCFe4/4 11-14形（現ABFe4/4 11-14形）に置き換えられて同年中に廃車となり、BCFeh4/4 6号機はその後も残されていたが、1971年に運用を外れている。
- BCFeh4/4 6号機はその後1975年に博物館鉄道であるブロネイ-シャンビィ博物館鉄道[21]に譲渡され、同じく譲渡されたBC 10号車とともにが同鉄道でモンテイ-シャンペリ-モルジャン鉄道時代と同一の塗装・標記で観光列車として運行されている。